# Timkó Eszter
Timkó Eszter (Ózd, 1969. március 23. –) Jászai Mari-díjas magyar színésznő.

## Életpályája
1996-ban végzett a Színház- és Filmművészeti Főiskolán, Kerényi Imre osztályában. A diploma megszerzése után a Madách Színház tagja lett. 2004-ben a József Attila Színházhoz szerződött. 2000-ben szerepet ajánlottak neki a Barátok közt-ben. Eredetileg már a sorozat indulásakor megkeresték őt Marosi Krisztina karakterével, de színházi elfoglaltsága miatt akkor nem tudta vállalni. Ezt a szerepet végül Ullmann Mónika játszotta 1998 és 2000 között. Később Szabó Csillát, a Barátok közt egyik legnegatívabb karakterét alakította. A szerep eredetileg három hónapra szólt, de olyan népszerű lett az ármánykodó üzletasszony, hogy másfél évig erősítette vele a Barátok közt csapatát. Gyakran feltűnt a Gálvölgyi Show-ban. 2005-ben műsorvezetőként is kipróbálta magát, élőben vezette az Aranycsirke díjátadót. 2012-től az Újszínház tagja.
Gyakori vendége a szinkronstúdióknak, különleges, mély tónusú hangja miatt rengeteg szinkronszerepe is van. Első jelentős szinkronszerepe a Lois és Clark: Superman legújabb kalandjaiban volt, ahol Teri Hatchernek kölcsönözte hangját.

## Színházi szerepei
A Színházi adattárban regisztrált bemutatóinak száma: 56.
- Agrippina (Várkonyi Mátyás-Miklós Tibor: Sztárcsinálók)
- Shelby (Harling: Acélmagnóliák)
- Harmos Ilonka (Fráter Zoltán: Boszorkányos esték)
- Várja (Csehov: Cseresznyéskert)
- Christiane (Marcel Achard: Dominó)
- Curleyné (John Steinbeck: Egerek és emberek)
- Anna királynő (Eugène Scribe: Egy pohár víz)
- Dorotea Carraciola (Cohen: A fejedelem)
- Cejtel (Stein–Bock: Hegedűs a háztetőn)
- Mary Featherstone (Alan Ayckbourn: Hogy szeret a másik?)
- Raády Melinda (Szomory: Hagyd a nagypapát!)
- Mosónő (Tolcsvay László: Isten pénze)
- Márta asszony (Carlo Goldoni: Karneválvégi éjszaka)
- Dőry Mária (Mikszáth Kálmán: Különös házasság)
- Riza (Bródy: A medikus)
- Clara Scott (Clark: Mégis, kinek az élete?)
- Gunn és Reidun Nordsletten (Axel Hellstenius: Minden jót, Elling!)
- Sally Chessington (Michael Cooney: Nem ér a nevem)
- Suzanne (Georges Feydeau: A női szabó)
- Audrey (Ken Ludwig: Primadonnák)
- Bonnie Sparks (Frederick Stroppel: Sors bolondjai)
- Gloria (Shaw: Sosem lehet tudni)
- Zsuzsa (Darvasi László: Szabadság-hegy)
- Cleo (Michael Stewart: Szeretem a feleségem)
- Agrippina (Várkonyi–Miklós: Sztárcsinálók)
- Aranka (Parti Nagy Lajos: Tisztújítás)
- Tatjána (Rejtő Jenő: Vanek úr Afrikában)
- Angela(Renee Taylor és Joseph Bologna): A Bermuda Háromszög botrány)

## Filmjei
- Őrzők
- Fekete méz
- Kosztolányi Dezső: Édes Anna (1990)
- Szomszédok (1998-1999)
- Privát kopó (1992)
- Házikoszt (1997)
- Nekem lámpást adott kezembe az Úr Pesten (1999)
- Jadviga párnája (2000)
- Gálvölgyi Show (2000–2009)
- Barátok közt: Szabó Csilla (2000–2002, 2014)
- Első Generáció (2001)
- Miraq (2006)
- Egy bolond százat csinál (2006)
- Tűzvonalban (2008)
- Hacktion: Újratöltve (2013)
- A merénylet (2018)

## Szinkronszerepei
- Fedora: Fedora - Marthe Keller
- Melrose Place: Samantha Reilly – Brooke Langton
- Sunset Beach: Rae Chang – Kelly Hu
- Lois és Clark: Superman legújabb kalandjai: Lois Lane – Teri Hatcher
- Savannah: Peyton Richards Massick – Jamie Luner
- Bor és hatalom: Abril Montsolís – Mónica López
- Brooklyn South: Off. Nona Valentine – Klea Scott
- Bajnokakadémia: Tatyana 'Tats' Alecsandri – Inge Hornstra
- Kórház a pálmák alatt: Betty – Dennenesch Zoudé
- Cobra 11: Andrea Schäfer – Carina N. Wiese
- Gagyi mami: Sherry Pierce - Nia Long
- Gagyi mami 2.: Sherry Pierce - Nia Long
- Tor-túra: Suzanne Kingston - Nia Long
- Tor-túra 2.: Suzanne Kingston - Nia Long
- Buli holtunkiglan: Jordan Armstrong - Nia Long
- A kis Nicholas úrfi: Lady Tremaine – Rachel Gurney
- Jenny: Maggie Marino – Heather Paige Kent
- Ügyvédek: Rebecca Washington – Lisa Gay Hamilton
- A harc törvénye: Det. Dana Dickson – Tammy Lauren
- Kalandos nyár: Johanna – Rochelle Redfield
- A hálózat csapdájában: Angela Bennett – Brooke Langton
- Lucky Louie: Kim – Pamela Adlon
- A betolakodó: Violeta Junquera – Karla Álvarez
- A vipera: Virginia Fernández – Karla Álvarez
- Acapulco szépe: Rita Álvarez - Karla Álvarez
- "L": Max Sweeney – Daniela Sea
- Taxi (film): Petra – Emma Sjöberg
- Taxi 2.: Petra – Emma Sjöberg
- Taxi 3.: Petra – Emma Sjöberg
- Taxi 4.: Petra – Emma Sjöberg
- Titánok: Samantha Sanchez – Lourdes Benedicto
- Száguldó vipera: Allie Farrow – Dawn Stern
- Amerikai pite 2: Jessica – Natasha Lyonne
- Amerikai pite: Jessica – Natasha Lyonne
- A homok titkai: Glorinha Da Lua – Gabriela Alves
- Az élőhalottak éjszakája: Barbara – Patricia Tallman
- Kemény csajok (minisorozat–Animax): Martie

- Luther: Alice Morgan - Ruth Wilson

## Díjai
- Jászai Mari-díj (2022)[3]